# بابی تراکسل
بابی تراکسل (هلندی: Bobbie Traksel؛ زادهٔ ۳ نوامبر ۱۹۸۱) دوچرخه‌سوار اهل هلند است.